# Tour de France 1924
Il Tour de France 1924, diciottesima edizione della Grande Boucle, si svolse in quindici tappe tra il 22 giugno e il 20 luglio 1924, per un percorso totale di 5 425 km. Fu vinto per la prima volta dal passista-scalatore italiano Ottavio Bottecchia (al secondo podio nel Tour dopo la piazza d'onore conseguita nella precedente edizione). Il corridore veneto terminò le proprie fatiche sulle strade transalpine di questa edizione 1924 con il tempo di 226h18'21". 
Si trattò della prima vittoria per un corridore italiano nella corsa a tappe francese. Ottavio Bottecchia si sarebbe imposto anche nell'edizione successiva (1925). Il passista-cronoman e finisseur lussemburghese Nicolas Frantz (al primo podio nella Grande Boucle) si classificò in seconda posizione nella graduatoria generale, mentre lo scalatore belga Lucien Buysse (anch'egli al primo podio al Tour) si piazzò al terzo posto.

## Tappe
| Tappa  | Data      | Percorso                      | km    | Vincitore di tappa | Leader cl. generale |
| ------ | --------- | ----------------------------- | ----- | ------------------ | ------------------- |
| 1ª     | 22 giugno | Parigi > Le Havre             | 381   | Ottavio Bottecchia | Ottavio Bottecchia  |
| 2ª     | 24 giugno | Le Havre > Cherbourg          | 371   | Romain Bellenger   | Ottavio Bottecchia  |
| 3ª     | 26 giugno | Cherbourg > Brest             | 405   | Theophile Beeckman | Ottavio Bottecchia  |
| 4ª     | 28 giugno | Brest > Les Sables-d'Olonne   | 412   | Félix Goethals     | Ottavio Bottecchia  |
| 5ª     | 30 giugno | Les Sables-d'Olonne > Bayonne | 482   | Omer Huyse         | Ottavio Bottecchia  |
| 6ª     | 2 luglio  | Bayonne > Luchon              | 326   | Ottavio Bottecchia | Ottavio Bottecchia  |
| 7ª     | 4 luglio  | Luchon > Perpignano           | 323   | Ottavio Bottecchia | Ottavio Bottecchia  |
| 8ª     | 6 luglio  | Perpignano > Tolone           | 427   | Louis Mottiat      | Ottavio Bottecchia  |
| 9ª     | 8 luglio  | Tolone > Nizza                | 280   | Philippe Thys      | Ottavio Bottecchia  |
| 10ª    | 10 luglio | Nizza > Briançon              | 275   | Giovanni Brunero   | Ottavio Bottecchia  |
| 11ª    | 12 luglio | Briançon > Gex                | 307   | Nicolas Frantz     | Ottavio Bottecchia  |
| 12ª    | 14 luglio | Gex > Strasburgo              | 360   | Nicolas Frantz     | Ottavio Bottecchia  |
| 13ª    | 16 luglio | Strasburgo > Metz             | 300   | Arsène Alancourt   | Ottavio Bottecchia  |
| 14ª    | 18 luglio | Metz > Dunkerque              | 433   | Romain Bellenger   | Ottavio Bottecchia  |
| 15ª    | 20 luglio | Dunkerque > Parigi            | 343   | Ottavio Bottecchia | Ottavio Bottecchia  |
| Totale | Totale    | Totale                        | 5 425 |                    |                     |

## Resoconto degli eventi
Una novità nel regolamento di questa edizione fu l'abbuono di tre minuti assegnato al vincitore di tappa e, proprio per protestare contro il regolamento, il vincitore della precedente edizione, Henri Pélissier, si ritirò al termine della terza tappa.
Il vincitore Ottavio Bottecchia fu il primo ciclista a indossare la maglia gialla (simbolo del leader della classifica generale) dal primo all'ultimo giorno. In realtà anche Maurice Garin era stato il leader in tutte le sei tappe della prima storica edizione del Tour (1903), tuttavia a quei tempi non esisteva ancora la maglia gialla (la prima maglia gialla sarebbe stata indossata formalmente da Eugène Christophe, il 19 luglio 1919), ma un bracciale verde.
Lucien Buysse apparteneva a una famiglia di ciclisti. Con il suo terzo posto nella classifica finale, la sua famiglia fu la prima in assoluto ad avere due elementi sul podio, seppure in edizioni diverse: infatti, anche suo fratello Marcel Buysse era riuscito a ottenere un terzo posto al Tour de France 1913.
Al Tour de France 1924 parteciparono 157 corridori divisi in tre classi (prima, seconda e cicloturisti), dei quali 60 giunsero a Parigi. Bottecchia fu anche il corridore che vinse il maggior numero di tappe in questa edizione del Tour, quattro su un totale di quindici.

## Classifiche finali

### Classifica generale - Maglia gialla
| Pos. | Corridore          | Squadra | Tempo      |
| ---- | ------------------ | ------- | ---------- |
| 1    | Ottavio Bottecchia | A       | 226h18'21" |
| 2    | Nicolas Frantz     | A       | a 35'36"   |
| 3    | Lucien Buysse      | A       | a 1h32'13" |
| 4    | Bartolomeo Aimo    | A       | a 1h32'47" |
| 5    | Théophile Beeckman | A       | a 2h11'12" |
| 6    | Joseph Muller      | A       | a 2h35'53" |
| 7    | Arsène Alancourt   | A       | a 2h41'31" |
| 8    | Romain Bellenger   | A       | a 2h51'09" |
| 9    | Omer Huyse         | B       | a 2h58'13" |
| 10   | Hector Tiberghien  | A       | a 3h05'04" |